# 촌색씨
"촌색씨"는 한국에서 제작된 박영환 감독의 1958년 멜로/로맨스, 드라마 영화이다. 이민 등이 주연으로 출연하였고 김해병 등이 제작에 참여하였다.

## 출연

### 주연
- 이민
- 최은희
- 김유희

## 기타
- 조명: 함완섭
- 녹음: 최칠복
- 미술: 임명선